# Eleição municipal de Pinhais em 2004
A eleição municipal da cidade de Pinhais em 2004 ocorreu no dia 3 de outubro (primeiro turno) e elegeu um prefeito, um vice-prefeito e 11 vereadores responsáveis pela administração da cidade, que se iniciou em 1° de janeiro de 2005 e com término em 31 de dezembro de 2008.

## Candidatos a prefeito
Nota: a tabela a seguir está organizada por ordem alfabética de candidatos.
| Prefeito(a)                       | Prefeito(a) | Prefeito(a) | Vice-prefeito(a)     | Vice-prefeito(a) | Vice-prefeito(a) | Número eleitoral | Coligação                                |
| Candidato(a)                      | Partido     | Partido     | Candidato(a)         | Partido          | Partido          | Número eleitoral | Coligação                                |
| --------------------------------- | ----------- | ----------- | -------------------- | ---------------- | ---------------- | ---------------- | ---------------------------------------- |
| Luiz Cassiano de Castro Fernandes |             | PRP         | Mario Bonaldo        |                  | PRP              | 44               | - (Partido isolado)                      |
| Luiz Goularte Alves               |             | PT          | Marcio Alves Barbosa |                  | PSB              | 13               | Viva Pinhais (PP/PT/PSB/PV/PSDB/PCdoB)   |
| Marcos Ceschin                    |             | PPS         | Leonildo Sandri      |                  | PDT              | 23               | Unidos pelo voto limpo (PDT/PTB/PPS/PMN) |
| Romeu José Massignan              |             | PMDB        | Remi Lovera          |                  | PL               | 15               | Paixão por Pinhais (PMDB/PSL/PSC/PL)     |

## Resultados

### Prefeitura
Fonte: TSE
| Candidato(a)                   | Vice                  | 1º turno 03 de outubro de 2004 | 1º turno 03 de outubro de 2004 |
| Candidato(a)                   | Vice                  | Votos                          | Porcentagem                    |
| ------------------------------ | --------------------- | ------------------------------ | ------------------------------ |
| Cassiano (PRP)                 | Mario Bonaldo (PRP)   | 22.552                         | 37,44%                         |
| Luizão (PT)                    | Dr. Marcio (PSB)      | 15.499                         | 25,72%                         |
| Dr. Marcos Ceschin (PPS)       | Leonildo Sandri (PDT) | 15.402                         | 25,56%                         |
| Romeu O Romeu do Moinho (PMDB) | Remi (PL)             | 6.797                          | 11,28%                         |
| Total                          | Total                 | 60.250                         | 100%                           |

### Câmara dos Vereadores
Fonte: TSE
| Candidato(a)            | 1º turno 03 de outubro de 2004 | 1º turno 03 de outubro de 2004 |
| Candidato(a)            | Votos                          | Porcentagem                    |
| ----------------------- | ------------------------------ | ------------------------------ |
| Binga (PPS)             | 1.933                          | 3,21%                          |
| Zezinho (PMDB)          | 1.900                          | 3,15%                          |
| Tieco (PTB)             | 1.640                          | 2,72%                          |
| Lima (PP)               | 1.634                          | 2,71%                          |
| Professor Demetrio (PP) | 1.608                          | 2,67%                          |
| Marli Paulino (PMDB)    | 1.483                          | 2,46%                          |
| Polaco do Perola (PPS)  | 1.310                          | 2,17%                          |
| Joãozinho Ribeiro (PT)  | 1.217                          | 2,02%                          |
| Marinho (PFL)           | 1.188                          | 1,97%                          |
| Ivone (PT)              | 1.096                          | 1,82%                          |
| Nunes (PDT)             | 817                            | 1,36%                          |
| Total                   | 15.826                         | 26,26%                         |

#### Por partido
| Partidos | Partidos | Votos | % de votos | Assentos | % de assentos | +/- |
| -------- | -------- | ----- | ---------- | -------- | ------------- | --- |
|          | PMDB     | 3.383 | 5,61%      | 2        | 18,18%        | +1  |
|          | PP       | 3.242 | 5,38%      | 2        | 18,18%        | +2  |
|          | PPS      | 3.243 | 5,38%      | 2        | 18,18%        | +2  |
|          | PT       | 2.313 | 3,84%      | 2        | 18,18%        | 0   |
|          | PTB      | 1.640 | 2,72%      | 1        | 9,09%         | -1  |
|          | PFL      | 1.188 | 1,97%      | 1        | 9,09%         | -3  |
|          | PDT      | 817   | 1,36%      | 1        | 9,09%         | 0   |